# 切羅基攻擊
切羅基攻擊是韓戰期間美國海軍第七艦隊司令約瑟夫·J.·克拉克所提出的空襲。該行動從1952年10月9日開始實施直到1953年韓戰停火結束，以事前選定的共軍後勤倉庫，戰壕與砲兵陣地為主要目標。
1952年9月克拉克與美國第1海軍陸戰師師長約翰·T·塞爾頓搭乘直升機巡視戰線時，發現陸戰隊的防線後面有密集的彈藥庫，醫療用品庫，卡車站，以及軍營等，克拉克想到如果共軍空襲，這些將慘遭打擊，反過來推測，共軍防線後面應該也是如此。回到旗艦後，他下令出動飛機偵查，照片証實了他的推測。克拉克的作戰官Ray M. Pitts將此觀念命名為「切羅基攻擊」，以紀念克拉克的切羅基人血統。
切羅基攻擊與密接空中支援的不同在於密接空中支援並沒有事前選定目標，通常以最多八架飛機編組進行，裝備殺傷人員的武器；切羅基攻擊則事前選定目標，進行詳細的出擊前簡報，出動的飛機多達50架，依照目標特性裝備武器，由對敵防空壓制噴射戰鬥機護航。
美國第八軍團司令詹姆斯·范佛里特將軍在戰後如此評價：切羅基攻擊確實摧毀了敵軍，如果接著採取地面行動，可能突破敵軍防線，或引起敵軍的強烈反應以恢復戰線，消耗他的人力、火力儲備，在一周到10天內耗盡敵軍。之後地面部隊就可以釋放出來，進行運動戰而不是進行陣地戰。
1953年7月24日，克拉克因為發明切羅基攻擊協助美國第八軍團，獲得當時第八軍團司令馬克斯維爾·泰勒將軍頒發陆军嘉奖奖章。